# Das Geheimnis einer Stunde (1928)
Das Geheimnis einer Stunde ist ein 1927 entstandenes, US-amerikanisches Stummfilm-Liebesdrama von Rowland V. Lee mit Pola Negri in der Hauptrolle. Sie spielt eine Frau zwischen zwei Männern, verkörpert von Jean Hersholt und Kenneth Thomson. Der Film basiert auf dem Bühnenstück They Knew What They Wanted von Sidney Howard.

## Handlung
Plantagenbesitzer Lorenzo (im Original: Tony), ein nicht sonderlich attraktiver Mann im fortgeschrittenen Alter, ist zwar sehr wohlhabend, fühlt sich aber auch ziemlich einsam auf seiner Farm. Eines Tages lernt er in einem Restaurant die sympathische Kellnerin Annie (im Original: Amy) kennen, die ihm sehr gut gefällt. Um bei ihr Chancen zu haben, schickt er ein Foto seines attraktiven Vorarbeiters Jack (im Original: Joe) an die attraktive Annie. Die ist sofort verliebt in die Aufnahme und stimmt einer Begegnung mit dem Fremden zu. Da er sich infolge eines Autounfalls schwer verletzt und Annie nicht selbst abholen kann, schickt Lorenzo kurzerhand seinen Vorarbeiter zum verabredeten Treffpunkt, einem Bahnhof. Bei beider ersten Begegnung ist es Liebe auf den ersten Blick, die sowohl Jack als auch Annie überkommt. Sie beschließen überstürzt zu heiraten, ohne die Konsequenzen zu bedenken.
Dieses Geheimnis einer Stunde behalten sie jedoch für sich, sodass Lorenzo nichts davon weiß, dass seine Angebetete nicht mehr zu haben ist, noch ehe er sie überhaupt von Angesicht zu Angesicht kennen lernen konnte. Lorenzo, der durch den Autounfall zeitweilig das Bett hüten musste, ist nach drei Monaten soweit wieder hergestellt, dass er nun Annie endlich heiraten will. Schließlich kommen die mittlerweile von Jack geschwängerte Annie und ihr Gatte nicht mehr umhin, Lorenzo zu gestehen, dass beide ihn hintergangen, eine leidenschaftliche Beziehung begonnen und schließlich sogar geheiratet haben. Lorenzo ist derart aufgebracht, dass er im ersten Moment seinen Nebenbuhler mit einer Waffe niederstrecken will. Doch er erkennt, dass er dadurch diese Frau auch nicht wird erobern können und akzeptiert schließlich die Umstände. Er schlägt sogar vor, dass Annie weiterhin auf der Plantage, quasi als seine Ziehtochter, leben könne, mit Jack, den er als Verwalter nicht verlieren möchte.

## Produktionsnotizen
Das Geheimnis einer Stunde entstand in der zweiten Jahreshälfte 1927 und wurde am 4. Februar 1928 uraufgeführt. In Österreich lief das Melodram fast genau auf den Tag ein Jahr später an. Der Film gilt als verschollen.
1940 entstand ein Remake von Garson Kanin unter dem Titel der Bühnenvorlage mit Carole Lombard und Charles Laughton. 

## Kritik
Im Grazer Tagblatt war zu lesen: „Pola Negri als Kellnerin …, Thomson als Verwalter und Hersholt als Plantagenbesitzer fesseln durch die lebensvolle Kunst ihrer Darstellung bis zum versöhnenden Ausklang des Dramas.“